# Marange-Silvange
Marange-Silvange è un comune francese di 5 931 abitanti situato nel dipartimento della Mosella nella regione del Grand Est.

## Società

### Evoluzione demografica
Abitanti censiti